# Strade Bianche feminina
A Strade Bianche feminina (oficialmente: Strade Bianche Donne em italiano) é uma corrida ciclista feminina italiana que se disputa anualmente nos arredores da cidade de Siena na Toscana. É a versão feminina da corrida do mesmo nome e parte do seu percurso faz-se sobre caminhos de terra. A corrida foi criada no ano 2015 e desde a edição 2017 faz parte do UCI Women's World Tour.

## Palmarés
| Ano  | Vencedor                    | Segundo              | Terceiro               |
| ---- | --------------------------- | -------------------- | ---------------------- |
| 2015 | Megan Guarnier              | Lizzie Armitstead    | Elisa Longo Borghini   |
| 2016 | Lizzie Armitstead           | Katarzyna Niewiadoma | Emma Johansson         |
| 2017 | Elisa Longo Borghini        | Katarzyna Niewiadoma | Lizzie Deignan         |
| 2018 | Anna van der Breggen        | Katarzyna Niewiadoma | Elisa Longo Borghini   |
| 2019 | Annemiek van Vleuten        | Annika Langvad       | Katarzyna Niewiadoma   |
| 2020 | Annemiek van Vleuten        | Mavi García          | Leah Thomas            |
| 2021 | Chantal van den Broek-Blaak | Elisa Longo Borghini | Anna van der Breggen   |
| 2022 | Lotte Kopecky               | Annemiek van Vleuten | Ashleigh Moolman Pasio |
| 2023 | Demi Vollering              | Lotte Kopecky        | Cecilie Uttrup Ludwig  |
| 2024 | Lotte Kopecky               | Elisa Longo Borghini | Demi Vollering         |
| 2025 | Demi Vollering              | Anna van der Breggen | Pauline Ferrand-Prévot |

## Palmarés por países
Atualizado após edição de 2024
| País           | Vitórias |
| -------------- | -------- |
| Países Baixos  | 5        |
| Bélgica        | 2        |
| Estados Unidos | 1        |
| Reino Unido    | 1        |
| Itália         | 1        |